# Медаль «50 лет независимости Индии»
Медаль «50 лет независимости Индии» (англ. 50th Anniversary of Independence Medal) — военная государственная награда Индии. Медаль учреждена в ознаменование 50-летия независимости Республики Индия.

## История
4 июля 1998 года в The Gazette of India был опубликован указ Президента Индии об учреждении медали в ознаменование 50-летия независимости Индии.

## Описание медали
Медаль имеет круглую форму диаметром 35 мм, изготовлена из медно-никелевого сплава. На аверсе изображён Красный форт в Дели и надпись по окружности: англ. «50th Anniversary of Independence 1947–1997». На реверсе размещена карта Индийского союза в круге, обрамлённая надписью хинди «स्वतंत्रता की स्वर्ण जयंती पदक».
Лента медали — золотистого цвета с полосками национального флага (шафрановой, белой и зелёной, по 3 мм каждая) в центре.
Миниатюрная версия медали, разрешённая для ношения в особых случаях, имеет вдвое меньший размер.

## Критерии награждения
Медалью «50 лет независимости Индии» награждались военнослужащие всех званий армии, военно-морских и военно-воздушных сил, а также других резервных войск, территориальной армии и других вооруженных сил Союза. Так же награждались все чины Центрального пожарного корпуса (CAPF), Пожарной службы, персонала Центральной полицейской организации, Сил охраны железных дорог, полицейских сил и любых других организаций, которые были определены правительством.
Президент Индии имел право аннулировать награждение медалью.

## Порядок ношения
Медаль носится на левой стороне груди. Старшей наградой является Медаль «75 лет независимости Индии», младшей — Медаль «25 лет независимости Индии».